# North York
North York és una població dels Estats Units a l'estat de Pennsilvània. Segons el cens del 2000 tenia 1.689 habitants.

## Demografia
Segons el cens del 2000, North York tenia 1.689 habitants, 725 habitatges, i 435 famílies. La densitat de població era de 2.173,8 habitants/km².
Dels 725 habitatges en un 28,8% hi vivien nens de menys de 18 anys, en un 38,2% hi vivien parelles casades, en un 15,3% dones solteres, i en un 39,9% no eren unitats familiars. En el 32,7% dels habitatges hi vivien persones soles l'11,2% de les quals corresponia a persones de 65 anys o més que vivien soles. El nombre mitjà de persones vivint en cada habitatge era de 2,31 i el nombre mitjà de persones que vivien en cada família era de 2,91.
Per edats la població es repartia de la següent manera: un 25,6% tenia menys de 18 anys, un 7,5% entre 18 i 24, un 33,3% entre 25 i 44, un 21,1% de 45 a 60 i un 12,4% 65 anys o més.
L'edat mediana era de 35 anys. Per cada 100 dones de 18 o més anys hi havia 87,7 homes.
La renda mediana per habitatge era de 36.875 $ i la renda mediana per família de 41.935 $. Els homes tenien una renda mediana de 30.893 $ mentre que les dones 23.567 $. La renda per capita de la població era de 16.938 $. Entorn del 7,5% de les famílies i el 9,3% de la població estaven per davall del llindar de pobresa.

## Poblacions més properes
El següent diagrama mostra les poblacions més properes.